# Freccia Vallone 1952
La Freccia Vallone 1952, sedicesima edizione della corsa, si svolse il 10 maggio 1952 per un percorso di 220 km. La vittoria fu appannaggio dello svizzero Ferdi Kübler, che completò il percorso in 5h59'59" precedendo i belgi Stan Ockers e Raymond Impanis.
Al traguardo di Liegi furono 47 i ciclisti, dei 111 partiti da Charleroi, che portarono a termine la competizione.

## Ordine d'arrivo (Top 10)
| Pos. | Corridore            | Squadra             | Tempo    |
| ---- | -------------------- | ------------------- | -------- |
| 1    | Ferdi Kübler         | Fréjus              | 5h59'59" |
| 2    | Stan Ockers          | Peugeot             | s.t.     |
| 3    | Raymond Impanis      | Garin-Wolber        | s.t.     |
| 4    | Jan Storms           | Terrot              | s.t.     |
| 5    | Gottfried Weilenmann | Guerra-Clio         | s.t.     |
| 6    | Maurice Quentin      | Cilo                | s.t.     |
| 7    | Roger Decock         | Bertin-d'Alessandro | s.t.     |
| 8    | Robert Varnajo       | Gitane-Hutchinson   | a 10"    |
| 9    | Désiré Keteleer      | Garin-Wolber        | a 46"    |
| 10   | Jean Robic           | Bottecchia-Ursus    | a 1'48"  |